# Francesca Schiavone
Francesca Schiavone (Milà, 23 de juny de 1980) és una jugadora de tennis professional italiana.
Malgrat no aconseguir una gran quantitat de títols, només 7, va disputar dues finals de Roland Garros consecutives coronant-se l'any 2010 davant Samantha Stosur, el primer Grand Slam guanyat per una tennista italiana. En la següent edició fou derrotada per Li Na en la final. El millor rànquing individual de la seva carrera fou la quarta posició aconseguit a principis de 2011, i també el set en dobles. En dobles també fou finalista al Roland Garros l'any 2008 fent parella amb Casey Dellacqua. Amb l'equip italià de la Copa Federació van guanyar tres edicions d'aquesta competició (2006, 2009 i 2010).
A l'inici de l'any 2017 va anunciar que aquesta seria la seva darrera temporada en actiu.

## Torneigs de Grand Slam

### Individual: 2 (1−1)
| Resultat   | Núm. | Any  | Torneig       | Oponent         | Resultat    |
| ---------- | ---- | ---- | ------------- | --------------- | ----------- |
| Guanyadora | 1.   | 2010 | Roland Garros | Samantha Stosur | 6−4, 7−6(2) |
| Finalista  | 1.   | 2011 | Roland Garros | Li Na           | 4−6, 6−7(0) |

### Dobles: 1 (0−1)
| Resultat  | Núm. | Any  | Torneig       | Parella         | Oponents                                       | Resultat      |
| --------- | ---- | ---- | ------------- | --------------- | ---------------------------------------------- | ------------- |
| Finalista | 1.   | 2008 | Roland Garros | Casey Dellacqua | Anabel Medina Garrigues Virginia Ruano Pascual | 6−2, 5−7, 4−6 |

## Carrera esportiva
Schiavone va esdevenir professional el 1998 amb 18 anys. Dos anys després va disputar la seva primera final individual al torneig menor de Taixkent, on fou derrotada per la tennista local Iroda Tulyaganova. En la següent temporada va disputar la primera final de dobles a Sopot fent parella amb Joannette Kruger, i en aquesta ocasió es van endur el títol. En categoria de dobles va seguir combinant títols i finals durant els següents anys, però en canvi, en categoria individual no va aconseguir imposar-se en una final fins a la vuitena ocasió, ja a la temporada 2007. Aconseguí el primer títol individual a Bad Gastein enfront de la local Yvonne Meusburger.
Un any abans va disputar la final de la Copa Federació amb l'equip italià format per Mara Santangelo, Flavia Pennetta i Roberta Vinci davant l'equip belga. Schiavone va tenir un paper destacat en la final guanyant el primer partit individual i l'últim de dobles, permetent que l'equip italià guanyés el primer títol de Copa Federació de la seva història. El nivell de l'equip italià li va permetre imposar-se també en les finals de 2009 i 2010, ambdues contra els Estats Units.
L'any 2008 va disputar la seva primera final de Grand Slam però en categoria de dobles. Amb Casey Dellacqua com a parella es van classificar per disputar la final del Roland Garros però van ser superades per Anabel Medina Garrigues i Virginia Ruano Pascual. Durant el 2009 va disputar tres finals individuals a Praga, Osaka i Moscou, imposant-se només el darrer i aconseguint el segon títol de la seva carrera, aquest de categoria Premier. En la temporada 2010 va guanyar un nou títol a Barcelona derrotant a Vinci. Classificada com a dissetena cap de sèrie en el Roland Garros, i tenint en compte que no havia passat mai de quarts de final en un Grand Slam, Schiavone va classificar-se per semifinals derrotant a Caroline Wozniacki (número 3 del rànquing), esdevenint la primera tennista italiana en jugar unes semifinals de Grand Slam en l'Era Open. Llavors va superar a Ielena Deméntieva i en la final va derrotar a Samantha Stosur en dos sets. Amb aquesta victòria va escalar fins al sisè lloc del rànquing individual i la tennista italiana millor classificada en l'Era Open. Es va classificar per primera vegada per disputar el WTA Tour Championships però fou eliminada en la fase de grups després de ser derrotada per Wozniacki i Stosur, i guanyar només a Deméntieva, en l'últim partit que disputava la tennista russa, ja que es retirava en finalitzar la temporada.
En la temporada 2011 va classificar-se per primera vegada pels quarts de final de l'Open d'Austràlia després d'un dur partit contra Svetlana Kuznetsova de gairebé cinc hores de joc. En la següent ronda va caure davant la número 1 Wozniacki però suficient per escalar fins a la quarta posició del rànquing. Malgrat no obtenir bons resultats en l'etapa de terra batuda del circuit, va tornar a repetir la seva gran actuació en el Roland Garros classificant-se novament per la final, però en aquesta ocasió no va poder imposar-se a Li Na. A Wimbledon no va passar de tercera ronda i en el US Open va arribar a quarta ronda. En tot l'any només va disputar una final, la del Roland Garros, i només va aconseguir 32 victòries, finalitzant en la posició 11 del rànquing individual. En la temporada 2012 van començar a davallar els seus resultats i només en la seva superfície favorita, la terra batuda, va aconseguir una actuació destacada a Estrasburg, on va derrotar a Alizé Cornet en la final. Per contra, en el Roland Garros no va passar en la tercera ronda. A Wimbledon va arribar a quarta ronda i en dobles va aconseguir classificar-se per semifinals amb Flavia Pennetta com a parella. A l'estiu disputà els Jocs Olímpics de Londres arribant a segona ronda tant en categoria individual com en dobles fent parella amb Pennetta. Finalment només aconseguí 21 victòries, el pitjor resultat des del 2002, i acabà l'any en la 35a posició. En el 2013 aconseguí uns resultats molt semblants destacant el títol individual a Marràqueix contra Lourdes Domínguez Lino. El millor resultat en un Grand Slam fou la quarta ronda a Roland Garros. Acabà la temporada amb 25 victòries i en la 42a posició del rànquing. En el 2014 no va aconseguir cap victòria en els quatre torneigs de Grand Slam i no es classificà per cap final individual, només a Florianópolis en dobles fent parella amb Silvia Soler Espinosa. El seu rendiment fou inferior i descendí fins a la posició 82 del rànquing individual.

## Palmarès: 18 (8−7−3)

### Individual: 20 (8−12)
| Abans de 2009                | Després de 2009         |
| ---------------------------- | ----------------------- |
| Grand Slam (1−1)             |                         |
| WTA Tour Championships (0−0) |                         |
| Tier I (0−1)                 | Premier Mandatory (0−0) |
| Tier II (0−3)                | Premier 5 (0−0)         |
| Tier III (1−2)               | Premier (1−0)           |
| Tier IV i V (0−2)            | International (5−3)     |

| Títols per superfície |
| --------------------- |
| Dura (1−6)            |
| Gespa (0−0)           |
| Terra batuda (7−4)    |
| Moqueta (0−2)         |

| Resultat   | Núm. | Data                   | Torneig                        | Superfície   | Oponent en la final       | Marcador      |
| ---------- | ---- | ---------------------- | ------------------------------ | ------------ | ------------------------- | ------------- |
| Finalista  | 1.   | 12 de juny de 2000     | Taixkent, Uzbekistan           | Dura         | Iroda Tulyaganova         | 3−6, 6−2, 3−6 |
| Finalista  | 2.   | 6 de gener de 2003     | Canberra, Austràlia            | Dura         | Meghann Shaughnessy       | 1−6, 1−6      |
| Finalista  | 3.   | 12 de setembre de 2005 | Bali, Indonèsia                | Dura         | Lindsay Davenport         | 2−6, 4−6      |
| Finalista  | 4.   | 10 d'octubre de 2005   | Moscou, Rússia                 | Moqueta (i)  | Mary Pierce               | 4−6, 3−6      |
| Finalista  | 5.   | 24 d'octubre de 2005   | Hasselt, Bèlgica               | Moqueta (i)  | Kim Clijsters             | 2−6, 2−6      |
| Finalista  | 6.   | 9 de gener de 2006     | Sydney, Austràlia              | Dura         | Justine Henin             | 6−4, 5−7, 5−7 |
| Finalista  | 7.   | 3 d'abril de 2006      | Amelia Island, Estats Units    | Terra batuda | Nàdia Petrova             | 4−6, 4−6      |
| Finalista  | 8.   | 25 de setembre de 2006 | Ciutat de Luxemburg, Luxemburg | Dura         | Alona Bondarenko          | 3−6, 2−6      |
| Guanyadora | 1.   | 29 de juliol de 2007   | Bad Gastein, Àustria           | Terra batuda | Yvonne Meusburger         | 6−1, 6−2      |
| Finalista  | 9.   | 13 de juliol de 2009   | Praga, República Txeca         | Terra batuda | Sybille Bammer            | 6−7(4), 2−6   |
| Finalista  | 10.  | 12 d'octubre de 2009   | Osaka, Japó                    | Dura         | Samantha Stosur           | 5−7, 1−6      |
| Guanyadora | 2.   | 25 d'octubre de 2009   | Moscou                         | Dura (i)     | Olga Govortsova           | 6−3, 6−0      |
| Guanyadora | 3.   | 17 d'abril de 2010     | Barcelona, Espanya             | Terra batuda | Roberta Vinci             | 6−1, 6−1      |
| Guanyadora | 4.   | 5 de juny de 2010      | Roland Garros, França          | Terra batuda | Samantha Stosur           | 6−4, 7−6(2)   |
| Finalista  | 11.  | 4 de juny de 2011      | Roland Garros                  | Terra batuda | Li Na                     | 4−6, 6−7(0)   |
| Guanyadora | 5.   | 26 de maig de 2012     | Estrasburg, França             | Terra batuda | Alizé Cornet              | 6−4, 6−4      |
| Guanyadora | 6.   | 28 d'abril de 2013     | Marraqueix, Marroc             | Terra batuda | Lourdes Domínguez Lino    | 6−1, 6−3      |
| Guanyadora | 7.   | 21 de febrer de 2016   | Rio de Janeiro, Brasil         | Terra batuda | Shelby Rogers             | 2−6, 6−2, 6−2 |
| Guanyadora | 8.   | 15 d'abril de 2017     | Bogotà, Colòmbia               | Terra batuda | Lara Arruabarrena         | 6−4, 7−5      |
| Finalista  | 12.  | 6 de maig de 2017      | Rabat                          | Terra batuda | Anastassia Pavliutxénkova | 5−7, 5−7      |

### Dobles: 16 (7−9)
| Abans de 2009                | Després de 2009         |
| ---------------------------- | ----------------------- |
| Grand Slam (0−0)             |                         |
| WTA Tour Championships (0−0) |                         |
| Tier I (0−1)                 | Premier Mandatory (0−0) |
| Tier II (4−4)                | Premier 5 (0−0)         |
| Tier III (1−0)               | Premier (0−0)           |
| Tier IV i V (0−0)            | International (0−0)     |

| Títols per superfície |
| --------------------- |
| Dura (4−5)            |
| Gespa (0−0)           |
| Terra batuda (2−4)    |
| Moqueta (1−0)         |

| Resultat   | Núm. | Data                 | Torneig                    | Superfície   | Parella               | Oponents en la final                       | Marcador            |
| ---------- | ---- | -------------------- | -------------------------- | ------------ | --------------------- | ------------------------------------------ | ------------------- |
| Guanyadora | 1.   | 29 de juliol de 2001 | Sopot, Polònia             | Terra batuda | Joannette Kruger      | Yulia Beygelzimer Anastassia Rodiónova     | 6−4, 6−0            |
| Finalista  | 1.   | 4 de maig de 2003    | Varsòvia, Polònia          | Terra batuda | Eleni Daniïlidu       | Liezel Huber Magdalena Maleeva             | 6−3, 4−6, 2−6       |
| Finalista  | 2.   | 15 de febrer de 2004 | París, França              | Dura         | Silvia Farina Elia    | Barbara Schett Patty Schnyder              | 3−6, 2−6            |
| Guanyadora | 2.   | 2 de maig de 2004    | Varsòvia                   | Terra batuda | Silvia Farina Elia    | Gisela Dulko Patricia Tarabini             | 3−6, 6−2, 6−1       |
| Guanyadora | 3.   | 26 de febrer de 2005 | Doha, Qatar                | Dura         | Alicia Molik          | Cara Black Liezel Huber                    | 6−3, 6−4            |
| Finalista  | 3.   | 9 d'octubre de 2005  | Filderstadt, Alemanya      | Dura         | Květa Peschke         | Daniela Hantuchová Anastassia Mískina      | 6−7(1), 1−6         |
| Guanyadora | 4.   | 25 de febrer de 2006 | Dubai, Emirats Àrabs Units | Dura         | Květa Peschke         | Svetlana Kuznetsova Nàdia Petrova          | 3−6, 7−6, 6−3       |
| Finalista  | 4.   | 22 de maig de 2006   | Roma, Itàlia               | Terra batuda | Květa Peschke         | Daniela Hantuchová Ai Sugiyama             | 6−3, 3−6, 1−6       |
| Finalista  | 5.   | 27 de juliol de 2006 | Stanford, Estats Units     | Dura         | Yoon-Jeong Cho        | Cara Black Lisa Raymond                    | 6−7(5), 1−6         |
| Guanyadora | 5.   | 1 d'octubre de 2006  | Luxemburg, Luxemburg       | Dura (i)     | Květa Peschke         | Anna-Lena Grönefeld Liezel Huber           | 2−6, 6−4, 6−1       |
| Guanyadora | 6.   | 15 d'octubre de 2006 | Moscou, Rússia             | Moqueta      | Květa Peschke         | Iveta Benešová Galina Voskobóieva          | 6−4, 6−7(4), 6−1    |
| Finalista  | 6.   | 21 d'octubre de 2007 | Zuric, Suïssa              | Dura (i)     | Lisa Raymond          | Květa Peschke Rennae Stubbs                | 5−7, 6−7(1)         |
| Finalista  | 7.   | 7 de maig de 2008    | Roland Garros, França      | Terra batuda | Casey Dellacqua       | A. Medina Garrigues Virginia Ruano Pascual | 6−2, 5−7, 4−6       |
| Guanyadora | 7.   | 3 d'octubre de 2009  | Tòquio, Japó               | Dura (i)     | Alissa Kleibànova     | Daniela Hantuchová Ai Sugiyama             | 6−4, 6−2            |
| Finalista  | 8.   | 15 d'abril de 2012   | Barcelona, Espanya         | Terra batuda | Flavia Pennetta       | Sara Errani Roberta Vinci                  | 0−6, 2−6            |
| Finalista  | 9.   | 28 d'abril de 2014   | Florianópolis, Brasil      | Dura         | Sílvia Soler Espinosa | A. Medina Garrigues Iaroslava Xvédova      | 6−7(1), 6−2, [3−10] |

### Equips: 4 (3−1)
| Resultat   | Núm. | Data                      | Torneig                                 | Superfície   | Equip                                         | Oponents                                                                | Marcador |
| ---------- | ---- | ------------------------- | --------------------------------------- | ------------ | --------------------------------------------- | ----------------------------------------------------------------------- | -------- |
| Guanyadora | 1.   | 16−17 de setembre de 2006 | Copa Federació, Charleroi, Bèlgica      | Dura (i)     | Mara Santangelo Flavia Pennetta Roberta Vinci | Leslie Butkiewicz Kirsten Flipkens Justine Henin-Hardenne Caroline Maes | 3−2      |
| Finalista  | 1.   | 15−16 de setembre de 2007 | Copa Federació, Moscou, Rússia          | Dura (i)     | Mara Santangelo Flavia Pennetta Roberta Vinci | Svetlana Kuznetsova Nàdia Petrova Anna Txakvetadze Ielena Vesninà       | 0−4      |
| Guanyadora | 2.   | 7−8 de novembre de 2009   | Copa Federació, Reggio Calabria, Itàlia | Terra batuda | Sara Errani Flavia Pennetta Roberta Vinci     | Alexa Glatch Liezel Huber Vania King Melanie Oudin                      | 4−0      |
| Guanyadora | 3.   | 6−7 de novembre de 2010   | Copa Federació, San Diego, Estats Units | Dura (i)     | Sara Errani Flavia Pennetta Roberta Vinci     | Liezel Huber Bethanie Mattek-Sands Melanie Oudin Coco Vandeweghe        | 3−1      |

## Trajectòria

### Individual
| Open d'Austràlia | A   | 1R          | 3R          | 1R          | 2R    | 3R          | 4R          | 2R          | 3R    | 1R          | 4R          | QF          | 2R    | 1R          | 1R          | 1R          | Q     | 1R    | 1R | 0 / 17     | 19–17      |
| Roland Garros | Q   | QF          | 3R          | 2R          | 4R    | 4R          | 4R          | 3R          | 3R    | 1R          | G           | F           | 3R    | 4R          | 1R          | 3R          | 1R    | 1R    | 1R | 1 / 18     | 40–17      |
| Wimbledon | Q   | 2R          | 2R          | 3R          | 2R    | 1R          | 1R          | 2R          | 2R    | QF          | 1R          | 3R          | 4R    | 1R          | 1R          | 1R          | 2R    | 2R    | A  | 0 / 17     | 19–17      |
| US Open | 3R  | 1R          | 4R          | QF          | 4R    | 3R          | 3R          | 2R          | 2R    | 4R          | QF          | 4R          | 1R    | 1R          | 1R          | 1R          | 1R    | 1R    |    | 0 / 18     | 28–18      |
| Jocs Olímpics | A   | No celebrat | No celebrat | No celebrat | QF    | No celebrat | No celebrat | No celebrat | 3R    | No celebrat | No celebrat | No celebrat | 2R    | No celebrat | No celebrat | No celebrat | A     | NC    | NC | 0 / 3      | 6–3        |
| Títols | 0   | 0           | 0           | 0           | 0     | 0           | 0           | 1           | 0     | 1           | 2           | 0           | 1     | 1           | 0           | 0           | 1     | 1     |    | 8 / 20 / − | 8 / 20 / − |
| Total Victòries−Derrotes | 7–4 | 26–22       | 20–22       | 32–23       | 35–23 | 39–21       | 34–23       | 27–22       | 24–22 | 35–25       | 38–21       | 32–21       | 21–22 | 25–24       | 14–25       | 9–17        | 13–13 | 11–14 |    | 442–370    | 442–370    |
| Rànquing a final d'any | 80  | 30          | 41          | 20          | 19    | 13          | 15          | 25          | 30    | 17          | 7           | 11          | 35    | 42          | 82          | 121         | 100   | 90    |    |            |            |
| Llegenda: G: Guanyadora; F: Finalista; SF: Semifinalista; QF: Quarts de final; Q: Qualificació; A: Absent; RR: Round Robin; |     |             |             |             |       |             |             |             |       |             |             |             |       |             |             |             |       |       |    |            |            |

### Dobles
| Open d'Austràlia | 1R  | A  | 1R | 1R          | 3R          | 3R          | 1R | SF          | QF          | 1R          | 1R | 1R          | A           | A           | A   | A   | 1R | 0 / 12 | 11–12 |
| Roland Garros | 1R  | A  | QF | A           | QF          | 3R          | F  | 3R          | 2R          | A           | 3R | 3R          | 1R          | 2R          | A   | QF  | A  | 0 / 12 | 24–12 |
| Wimbledon | 1R  | 1R | 2R | 1R          | QF          | 1R          | 2R | 2R          | A           | 1R          | SF | 1R          | 1R          | 2R          | A   | 1R  | A  | 0 / 14 | 11–14 |
| US Open | 1R  | 2R | 2R | 1R          | SF          | 1R          | 2R | 2R          | 1R          | 2R          | A  | 2R          | 1R          | A           | A   | 1R  |    | 0 / 13 | 10–13 |
| Jocs Olímpics | NC  | NC | 2R | No celebrat | No celebrat | No celebrat | QF | No celebrat | No celebrat | No celebrat | 2R | No celebrat | No celebrat | No celebrat | A   | NC  | NC | 0 / 3  | 4–3   |
| Rànquing a final d'any | 143 | 77 | 40 | 34          | 9           | 48          | 32 | 19          | 43          | 131         | 51 | 100         | 144         | 170         | 430 | 163 |    |        |       |
| Llegenda: G: Guanyadora; F: Finalista; SF: Semifinalista; QF: Quarts de final; Q: Qualificació; A: Absent; RR: Round Robin; |     |    |    |             |             |             |    |             |             |             |    |             |             |             |     |     |    |        |       |

## Guardons
- Cavallera de l'Orde al Mèrit de la República Italiana (2007)[2]